# Friedrich August Wiedeburg
Friedrich August Wiedeburg (* 15. April 1751 in Querum; † 13. August 1815 in Helmstedt) war ein deutscher Lehrer und Pädagoge.

## Leben
Friedrich August Wiedeburg war ein Enkel des Professors der Theologie und Mathematik Christoph Tobias Wiedeburg (1647–1717), der an der Universität Helmstedt lehrte.
Er besuchte das Anna-Sophianeum in Schöningen und ging anschließend 1771 zum Studium der Theologie an die Universität Helmstedt und von dort aus an die Universität Jena. Nach seiner Promotion 1775 hielt er als außerordentlicher Professor für Philosophie in Jena Vorlesungen über lateinische und griechische Schriftsteller.
Als der Rektor der Helmstedter Stadtschule, Anton August Heinrich Lichtenstein, 1777 als Konrektor zum Hamburger Johanneum berufen wurde, bewarb sich Friedrich August Wiedeburg um die Rektor-Stelle und wurde 1778 durch den Generalsuperintendenten Johann Kaspar Velthusen in dieses Amt eingeführt. Im gleichen Jahr bewarb er sich auch um eine außerordentliche Professur der Philosophie an der Universität Helmstedt. Er äußerte gegenüber dem Minister Julius Justus von Floegen den Wunsch, ein „philologisches Institut“ einzurichten, das „... um so zweckmäßiger sein könnte, wenn solche Mitglieder, die sich zu künftigen Schullehrern bestimmten, in der hiesigen Schule zugleich Gelegenheit erhielten, dem Unterricht beizuwohnen und selbst Unterricht zu geben“. Ende 1778 erfolgte nicht nur seine Ernennung zum außerordentlichen Professor, auch die Neugestaltung des Schulwesens wurde nach seinem Plan durchgeführt: die fünfklassige Stadtschule wurde in zwei Anstalten getrennt; die drei untersten Klassen bestanden allein als Stadtschule weiter, in der neben den Kenntnissen für das bürgerliche Leben die Anfangsgründe des Lateinischen gelehrt wurden; die beiden obersten Klassen wurden zu einer Gelehrtenschule, dem Pädagogium, umgestaltet, das nur für die Schüler bestimmt war, die studieren wollten. Dieses Pädagogium wurde mit einem philologischen Seminare, dem es als Übungsschule diente, unter einem Direktor vereinigt.
Am 29. September 1779 wurde das philologisch-pädagogische Institut zur Ausbildung hochqualifizierter Lehrer unter der Leitung von Friedrich August Wiedeburg eröffnet. Der Studienplan umfasste neben den eigentlichen Schulwissenschaften Philosophie, Erziehungslehre und enzyklopädische Kenntnisse aller übrigen Wissenschaften. Erweitert wurde die Ausbildung über Pädagogik, Methodik und die klassischen Schriftsteller, die er für die Seminaristen in unentgeltliche Vorlesungen hielt. Die Schüler des Pädagogiums konnten die Anstalt in sechs bis acht Jahren durchlaufen; bei der Aufnahme mussten sie elf bis zwölf Jahre alt sein und einige lateinische Kenntnisse besitzen. Auswärtige Schüler konnten auf dem Pädagogium selbst oder in der Stadt unter Aufsicht der Lehrer wohnen. Für die äußeren Angelegenheiten des Instituts war eine vom Herzog Karl I. eingesetzte Kommission zuständig.
Von 1779 bis 1810 haben 82 Seminaristen am Pädagogium unterrichtet, von denen viele später in hervorragende Stellungen gelangt sind: Dietrich Joachim Theodor Cunze (1760–1822), Rektor des Anna-Sophianeums in Schöningen; Georg Anton Christoph Scheffler (1762–1825), Direktor des Martino-Katharineum Braunschweig; der Theologe Julius August Ludwig Wegscheider (1771–1849); Johann Heinrich Philipp Seidenstücker (1765–1817) Rektor des Archigymnasiums in Soest; Heinrich Kunhardt (1772–1844), Konrektor des Katharineums zu Lübeck; Wilhelm Gesenius (1786–1842), Professor an der Universität Halle und einer der bedeutendsten Gelehrten der semitischen Sprachen, besonders des Hebräischen; Karl Benedikt Hase (1780–1864), Präsident der École des langues orientales vivantes; Friedrich Reinhard Ricklefs (1769–1827), Rektor am Alten Gymnasium Oldenburg.
1783 wurde Friedrich August Wiedeburg an der Universität Helmstedt ordentlicher Professor und folgte 1793 Johann Christian Wernsdorf (1723–1793) im Amt als Professor der Rhetorik und Poesie.
Die akademischen Vorlesungen von Friedrich August Wiedeburg standen in engem Zusammenhang mit seiner Tätigkeit im Seminar; er las über Logik und Metaphysik, Psychologie und Pädagogik, sowie über die klassischen Schulschriftsteller, von denen er die meisten auch im Seminar behandeln ließ. Aber er legte auch viel Wert auf die Pflege der Muttersprache, die er auch im Unterricht nicht vernachlässigte.
Die Universität Helmstedt wurde auf Anordnung von König Jérôme Bonaparte vom Dezember 1809 mit Ende des Wintersemesters 1809/1810 im Mai 1810 geschlossen, hiervon war auch das von Friedrich August Wiedeburg gegründete Institut betroffen, das in ein Gymnasium (heute: Gymnasium Julianum) umgewandelt wurde, dessen Direktor er bis zu seinem Tod war. Schüler des Gymnasiums Helmstedt waren der spätere Kirchenhistoriker Ernst Henke (1804–1872) und Heinrich Ludolf Ahrens (1809–1881), Direktor des Gymnasiums Georgianum in Lingen.
Friedrich August Wiedeburg war verheiratet mit Sophie (* unbekannt; † 1804), geborene Rücker, Tochter eines Landgeistlichen aus Weimar. Gemeinsam hatten sie zwei Töchter und drei Söhne; von diesen sind namentlich bekannt:
- Justus Theodor Wiedeburg (* 6. Oktober 1782; † 2. Februar 1822), Nachfolger seines Vaters als Direktor des Gymnasiums Helmstedt
- Johann Christoph Theodor Wiedeburg (* 1786; † 13. April 1805), Student der Rechte
- Karl Albrecht Wiedeburg (* 9. Oktober 1788; † 12. Januar 1812), Lehrtätigkeit am Pädagogium in Helmstedt

## Trivia
Es bestand eine enge Freundschaft zum Kirchenhistoriker Heinrich Philipp Konrad Henke.

## Mitgliedschaften
In den 1780er Jahren wurde Friedrich August Wiedeburg Vorsteher der herzoglich deutschen Gesellschaft an der Julius Karls Universität in Helmstedt.

## Auszeichnungen
1799 wurde er in Anerkennung seiner Verdienste zum Hofrat ernannt.

## Schriften (Auswahl)
- Friedrich August Wiedeburg; Erdmann Gotthelf Neumeister; Felix Fickelscher: Dem Hochedelgebornen und Wohlgelahrten Herrn Herrn Erdmann Gotthelff Neumeister, aus Hamburg d. h. G.G. u. schönen W. rühmlichst Beflissenem bei Seiner Aufnahme in die Herzogliche deutsche Gesellschaft zu Jena. Jena gedrukt bey Felix Fickelscherr 1776.
- Leichenrede auf Henning Dietrich Gether, Jurastudent, gest. 8. Mai 1777. Jena Fickelscherr 1777.
- Gottlob Timotheus Michael Kühl; Friedrich August Wiedeburg; Gollnerische Buchhandlung; Tramburgs Buchladen; Johann Christoph Strauss: Blicke jenseits des Grabes Rede, gehalten beym Eintritt in die deutsche Gesellschaft zu Jena. Hamburg Tramburg Jena Strauß 1777.
- Friedrich August Wiedeburg; Gottlieb C Heller: Ueber das Studium des deutschen Stils aus einer Vorlesung in der herzoglichen deutschen Gesellschaft zu Jena; nebst einer Anzeige der akademischen Vorlesungen des Verfassers im bevorstehenden Winterhalbenjahr. Jena Heller 1777.
- Friedrich August Wiedeburg; Gottlob Timotheus Michael Kühl: Ueber den Einfluß des Herzens auf die schönen Künste insbesondere die redenden bei der Aufnahme Herrn Gottlob Timotheus Michael Kühl aus Hamburg in die herzogliche Gesellschaft zu Jena ; Den 29. des Wintermonats 1777. Jena Strauß 1777.
- Etwas zur Aufklärung einiger Stellen in Virgils Schäfergedichten: als die Herren Vorsteher Gönner und Freunde der hiesigen Stadtschule zu einer öffentlichen Prüfung und Redeübung gehorsamst einlud. Helmstädt Kühnlin 1778.
- Ueber die Ausbreitung des guten Geschmakks im Herzogthum Braunschweig-Wolfenbüttel unter der Regierung des Durchlauchtigsten Fürsten und Herrn Herrn Karls weiland regierenden Herzogs zu Braunschweig und Lüneburg [et]c. redete zum Gedächtniß des Höchstseeligen Herzogs im Namen der herzoglichen deutschen Gesellschaft zu Helmstädt am 12ten Mai 1780. als am Tage der akademischen Trauerfeierlichkeit. Helmstedt: Kühnlin 1780.
- Grundsätze, Plan, Disciplin und Lehrmethode für das Herzogliche pädagogische Institut zu Helmstädt. Helmstädt: Waisenhausbuchhandlung, 1781.
- Bemerkungen über den Charakter des Neoptolemus im Philoktet des Sophokles. Helmstadium, 1782.
- Von der ersten Apologie der Augsburgischen Confession nach einer Handschrift der Universitäts Bibliothek zu Helmstädt : Nebst einem Berzeichniß der Lektionen welche auf dem Herzoglichen Pädagogium zu Helmstädt. Helmstädt: Johann Heinrich Kühnlin, 1782.
- Das hohe Geburtsfest des Durchlauchtigsten Fürsten und Herrn Herrn Karl Georg August Erbprinzen zu Braunschweig und Lüneburg feiert die herzogliche deutsche Gesellschaft zu Helmstädt am 8. Hornung 1782, durch den Christian Daniel Voß, welcher im größern theologischen Hörsaale eine öffentliche Vorlesung über die dreifache Kraft der Dichtkunst halten wird. Helmstädt: Kühnlin, 1782.
- Friedrich August Wiedeburg; Heinrich Christoph Liebau: Die Herzogliche deutsche Gesellschaft zu Helmstädt feiert ihr Stiftungsfest am 20sten des Brachmonats 1782. Vormittags um 10 Uhr im größern Theologischen Hörsaale durch den Heinrich Christoph Liebau aus Braunschweig der Philologie und Erziehungskunst rühmlichst Beflissenen welcher in einer öfentlichen Vorlesung die Schönen Künste als Hülfsmittel des Erziehers betrachten wird. Voran steht etwas zur Nachricht von der gegenwärtigen Einrichtung der Gesellschaft. Helmstädt: Kühnlin, 1782.
- Untersuchung der Frage: In wiefern kann verhütet werden, daß diejenigen sich nicht dem Studiren widmen, welche dazu nicht tragen? Und Einladung zu einer auf dem Herzoglichen Pädagogium zu Helmstädt am 2ten des Ostermonats 1783 zu haltenden Redeübung. Helmstädt: Kühnlin 1783.
- Georg Calixt; Friedrich August Wiedeburg: D. Georg Calixts Rede auf das Stiftungsfest der Julius Universität am 15ten Oktober 1627 von der rechten Unterweisung der Jugend Bei Gelegenheit einer Einladung zur Feier eben diese Festes am 15ten Oktober 1784 durch das Herzogliche Pädagogium zu Helmstädt. Helmstädt Leuckart Wolfenbüttel Herzog August Bibliothek 1784.
- Friedrich August Wiedeburg; Johann Christoph Stockhausen: Andenken der Herzoglichen deutschen Gesellschaft zu Helmstädt an ihre im Jahre 1784 verlohrne Mitglieder insonderheit an die Verdienste ihres ersten Aufsehers Herrn Johann Christoph Stokkhausen. Eine am 8ten Jenner 1784 [!] gehaltene Vorlesung. Helmstädt Schnorr 1785.
- Friedrich August Wiedeburg; Ludwig Georg Heinrich Evers: Die Herzogliche deutsche Gesellschaft zu Helmstädt feiert ihr Stiftungsfest am 20sten Tage des Brachmonats 1785 durch Herrn Ludwig Georg Evers aus dem Lüneburgischen der Gesellschaft ordentliches Mitglied welcher die Vervollkommung der Muttersprache als Beförderungsmittel der allgemeinen Aufklärung einer Nation öffentlich reden wird. Vorgedrukkt ist: Andenken der Herzoglichen deutschen Gesellschaft zu Helmstädt an ihre im Jahre 1784 verlorene Mitglieder insonderheit an die Verdienste ihres ersten Aufsehers Herrn Johann Christoph Stokkhausen. Eine am 8ten Jenner 1785 gehaltene Vorlesung. Helmstädt: Schnorr, 1785.
- Friedrich August Wiedeburg; Georg Franz Winckelmann: Die Herzogliche deutsche Gesellschaft zu Helmstädt feiert ihr acht und dreißigstes Stiftungsfest am 20sten Tage des Brachmonats 1786 durch Herrn Georg Franz Winkelmann aus dem Bremischen der Gottesgelehrsamkeit und der schönen Wissenschaften Beflissenen der Gesellschaft ordentliches Mitglied welcher Vormittags ... über die vollkommenste Schönheit in den freien Künsten insbesondere der Poesie öffentlich reden wird Bittet diese Feierlichkeit zu beehren Friedrich August Wiedeburg der Gesellschaft Aufseher. Helmstädt Schnorr 1786.
- Die Gesetze der Gesellschaft von neuem ausgegeben. Helmstädt: Schnorr 1786.
- Humanistisches Magazin zur gemeinnützlichen Unterhaltung und insonderheit in Beziehung auf akademische Studien. Helmstädt: Fleckeisen, 1787–1794.
- Einladung zur ein und vierzigsten Stiftungsfeier der Herzoglichen Deutschen Gesellschaft zu Helmstädt am 22sten Tage des Brachmonats 1789. durch eine Rede über den Verlust der Dichtkunst bei der Ausbildung der Prose und der Verbreitung der Literatur überhaupt Vorläfig werden die Vorwürfe, welche Plato den Dichtern macht, aus einander gesetzt. Helmstädt Kühnlin 1789.
- Zur Feier der frohen Zurückkunft des Durchlauchtigsten Fürsten un Herrn Herrn Karl Georg August Erbprinz zu Braunschweig und Lüneburg mit Frau Friederike Louise Wilhelmine Prinzessinn von Oranien und Nassau wird in einer öffentlichen Versammlung am 17ten November, 1790. Der Julius August Remer schildern wozu einladet Friedrich August Wiedeburg der Herzoglichen Deutschen Gesellschaft Vorsteher. Helmstädt: Leuckart, 1790.
- Friedrich August Wiedeburg; Theodor Georg August Roose; Johann Heinrich Kühnlin: Einladung zur vier und vierzigsten Stiftungsfeier der Herzoglichen Deutschen Gesellschaft zu Helmstädt am 20. Tage des Brachmonats 1792. durch Herrn Theodor Georg August Roose aus Braunschweig, der Arzneiwissenschaften rühmlichst Beflissenen und der Gesellschaft ordentliches Mitglied, welcher eine öffentliche Vorlesung zum Andenken an zwei verewigte Beförderer Arnold Conrad Schmidt und Karl Christian Gärtner halten wird. Nebst einigen vorausgeschickten Bemerkungen über das Verhältniß, worinn die Dichtkunst mit der Verbreitung der Literatur steht. Helmstädt Kühnlin Wolfenbüttel Herzog August Bibliothek 1792.
- Friedrich August Wiedeburg; Johann Nikolaus Bischoff: Ueber Sr. Durchlauchten des regierenden Herzogs zu Braunschweig und Lüneburg glückliche Zurückkunft vom Rheine nach Braunschweig und über Höchstderoselben beglückende Gegenwart in Helmstädt wird die Herzogliche Deutsche Gesellschaft ihre Freude ausdrücken suchen und in der selben der Herr Professor Johann Nikolaus Bischoff als Ehrenmitglied der Gesellschaft eine Rede über des jetzigen Frankreichs Menschenrechte halten, zu welcher einladet Friedrich August Wiedeburg der Herzoglichen Deutschen Gesellschaft Vorsteher. Helmstädt Fleckeisen 1794.
- Friedrich August Wiedeburg; Karl Wilhelm Ferdinand Röpke: Die Herzogliche deutsche Gesellschaft zu Helmstädt feiert ihr Stiftungsfest am 21sten Tage des Brachmonats 1784. durch ihren Sekretär den Herrn Karl Wilhelm Ferdinand Röpke aus Braunschweig der Gottesgelehrsamkeit und der schönen Wissenschaften rühmlich Beflissenen und des Herzoglichen philologisch-pädagogischen Instituts Mitglied welcher eine Vorlesung über den Zwekk der Beredsamkeit als Bestimmungsgrund der Theorie dieser Kunst betrachtet halten wird. Voran steht das erste Stükk einer Abhandlung von den gelehrten Vorlesungen der Griechen und Römer. Helmstädt Kühnlin 1784.
- Eine Vorlesung, worin die jetzige Freude der Braunschweiger mit der Freude der Römer bei der Zurückkunft Trajans vom Rheine verglichen wird. Helmstädt: Fleckeisen, 1794.
- Christoph August Bode, Professor der morgenländischen Sprachen auf der Universität zu Helmstedt. (Denkschrift). Helmstedt 1796.
- Friedrich August Wiedeburg; Christoph Matthias Seidel: Charakterzüge Herrn Christoph Matthias Seidels Doktors b. R. Bürgermeisters und Syndikus der Stadt Helmstädt und ältesten Mitgliedes der Herzoglichen Deutschen Gesellschaft daselbst nach dessen am 27sten Februar 1797 erfolgtem Tode der Herzogl. Deutschen Gesellschaft zur steten Erinnerung vorgelegt. Helmstädt Fleckeisen Wolfenbüttel Herzog August Bibliothek 1797.
- Friedrich August Wiedeburg; Heinrich Kunhardt: Die Herzoglich Deutsche Gesellschaft zu Helmstädt feiert ihr Stiftungsfest am 26ten Junius 1797 durch ihren Sekretär Herrn Heinrich Kunhardt Doctor der Weltweisheit und Magister der freien Künste Adjunkt der Philosophischen Fakultät welcher im großen akademischen Hörsaale über das Verhältniß der Wissenschaften zur Sittlichkeit reden wird. Helmstädt Fleckeisen Wolfenbüttel Herzog August Bibliothek 1797.
- Verfassung und Methoden des Philologisch-pädagogischen Instituts auf der Julius Karls Universität zur praktischen Bildung öffentlicher Schullehrer und Privaterzieher. C. G. Fleckeisen, Helmstedt (Helmstaedt), 1797.
- Ueber die bisherige Verbindung des Pädagogiums zu Helmstädt mit der Universität und die zu hoffende Erweiterung desselben als Lyceum. Helmstädt Leuckart 1810.
- Einladung zu einer mit den Pädagogisten zu Helmstädt am 10ten April 1811 anzustellenden Prüfung und Redeübung nebst dem Verzeichnisse der Lectionen von Ostern bis Michaelis dieses Jahrs und einigen andern diese Lehr- und Erziehungs-Anstalt betreffenden Nachrichten. Helmstädt: Leuckart, 1811.
- Fortgesetzte Nachrichten von dem Pädagogium zu Helmstädt und Einladung zu einer auf demselben am 25sten September 1812 anzustellenden Prüfung und Redeübung. Helmstädt: Leuckart, 1812.
- Friedrich August Wiedeburg; Karl Albrecht Wiedeburg: Nekrolog auf den verstorbenen zweiten Lehrer am Pädagogium zu Helmstädt; nebst andern das Pädagogium betreffenden Nachrichten. Helmstädt: Leuckart, 1812.
- Das Fest der glücklichen Zurückkunft Sr. Durchl. Friedrich Wilhelm regier. Herzogs zu Braunschweig in seine Staaten. Vorausgeschickt ist eine Uebersicht des literar. u. artistischen Verlustes, welchen das Herzogthum Braunschweig-Wolfenbüttel in den Jahren von 1806 bis 1813 gelitten hat. Helmstädt 1814.